# Dendrobium jaintianum
Dendrobium jaintianum là một loài thực vật có hoa trong họ Lan. Loài này được Sabap. mô tả khoa học đầu tiên năm 2007.